# Gare de Morden South
La gare de Morden South (en anglais : Morden South railway station), est une gare ferroviaire de la ligne Sutton Loop Line (en), en zone 4 Travelcard. Elle  est située sur la London Road  à Morden, dans le borough londonien de Merton, sur le territoire du Grand Londres.
C'est une gare Network Rail desservie par des trains Southern et Thameslink.